# Raúl Medina Zamora
Raúl Medina Zamora (Arganda del Rey, 10 de març de 1983) és un exfutbolista espanyol, que ocupava la posició de migcampista. Ha estat internacional amb la selecció espanyola sub-20.
Format a l'Atlètic de Madrid, hi debuta amb els matalassers a la màxima categoria en la temporada 04/05, jugant sis partits. Sense continuïtat, seria cedit al Ciudad de Murcia i al Xerez CD, ambdós de Segona Divisió.
A l'estiud el 2008 fitxa pel modest UD Puertollano.